# Toray Pan Pacific Open 1995
Il Toray Pan Pacific Open 1995 è stato un torneo di tennis giocato sul cemento indoor.
È stata la 20ª edizione del Toray Pan Pacific Open, che fa parte della categoria Tier I nell'ambito del WTA Tour 1995.
Si è giocato al Tokyo Metropolitan Gymnasium di Tokyo, in Giappone, dal 31 gennaio al 5 febbraio 1995.

## Campionesse

### Singolare
Kimiko Date ha battuto in finale  Lindsay Davenport con il punteggio di 6–1, 6–2

### Doppio
Gigi Fernández /  Nataša Zvereva hanno battuto in finale  Lindsay Davenport /  Rennae Stubbs con il punteggio di 6–0, 6–3